# Бортник Олександр Миколайович
Бо́ртник Олекса́ндр Микола́йович (нар. 18 жовтня 1996, Олександрівка) — український шахіст, міжнародний гросмейстер (2015). Чемпіон світу з шахів до 18 років (2014). Регулярно веде трансляції на Twitch, веде канал на YouTube.
Його рейтинг станом на січень 2025 року:
- класичні шахи — 2601 (162-ге місце у світі, 9-те в Україні);
- швидкі шахи (рапід) — 2641 (56-те місце у світі, 5-те в Україні);
- блискавичні шахи (бліц) — 2760 (10-те місце у світі, 1-ше в Україні);

## Біографія
Народився 18 жовтня 1996 року в селищі міського типу Олександрівка Вознесенського району Миколаївської області.
Грати в шахи почав у 3-річному віці. У 2001 році вперше взяв участь у змаганнях. Починаючи з 2002 року навчався під керівництвом тренера Романа Хаєцького.
По закінченні Олександрівської загальноосвітньої школи вступив до Миколаївського університету кораблебудування імені адмірала С. О. Макарова.
Один із найсильніших гравців за рейтингом на сайті chess.com в категорії «Куля» (час на партію до 1 хвилини).
У 2018 році Олександр виїхав у США та разом з дружиною Євгенією Бортник відкрив шахову школу «Bortnik school of chess».

## Досягнення
- 2003
  - чемпіон України до 8 років.
- 2004
  - чемпіон України до 8 років.
- 2008
  - чемпіон України до 12 років;
  - чемпіон України до 14 років.
- 2009
  - чемпіон України до 14 років.
- 2010
  - чемпіон Європи до 14 років (Батумі, Грузія)[5];
  - чемпіон України до 14 років.
- 2011
  - бронзовий призер чемпіонату України до 18 років;
  - чемпіон України до 16 років;
  - бліц-марафон в рамках 8-го міжнародного шахового фестивалю «Інгульські мости» — 1 місце;
  - «IV шаховий турнір у Палеохорі» (до 16 років) — 1 місце;
  - чемпіон Європи до 16 років.
- 2012
  - чемпіон України до 18 років (бліц);
  - срібний призер чемпіонату України до 18 років (класичні шахи);
  - срібний призер чемпіонату України до 18 років (швидкі шахи).
- 2013
  - срібний призер чемпіонату світу до 18 років (Аль-Айн, ОАЕ)[6];
  - чемпіон України до 20 років (швидкі шахи);
  - чемпіон України до 20 років (бліц);
  - 1 місце — Кубок Дворковича;
  - 3 місце — 6-й міжнародний шаховий фестиваль Одеського припортового заводу.
- 2014
  - чемпіон світу до 18 років (Дурбан, ПАР).
- 2016
  - меморіал Бронштейна (Мінськ) — 1 місце.
- 2020
  - 26 серпня 2020 року у Маямі Олександр Бортник виграв престижний онлайн турнір «Titled Tuesday». У фіналі змагався з російським гросмейстром, чемпіоном Європи Максимом Матлаковим. Олександр Бортник виграв з рахунком 2:1[7].